# لیک‌ساید (اوهایو)
لیک‌ساید (به انگلیسی: Lakeside) یک منطقهٔ مسکونی در ایالات متحده آمریکا است که در شهرستان اتاوا، اوهایو واقع شده‌است.